# 老年護理管理
老年護理管理（英語：Geriatric care management，也稱為Elder care management,Senior health care management，及 Professional care management）是規劃和協調對老年人，或是罹患身體和/或精神障礙患者的照護，提供他們長期護理，改善其生活品質，並儘可能維持其生活獨立性，越久越好。它需要與老年人及其家人合作，以管理、提供、和推薦各種類型的醫療衛生和社會照護服務。 老年護理管理人員（Geriatric care managers）在整個過程中透過結合保健和心理學、人類發展、家庭活動、公共和私人資源，加上籌措經費的工作知識，為客戶提供持續性的支持，來達成目標。例如，他們也可為有老年人和其他有痼疾者（譬如說患有阿茲海默症或其他失智症的人）的家庭提供協助。

## 概述
老年護理管理把醫療衛生和心理護理，與其他所需服務（例如：住房、居家照護服務、營養服務、日常活動協助、社交活動、以及財務和法律規劃（例如銀行，信託方面））結合，在經過全面評估後，制定符合特定需求的護理計劃，並根據需要，持續進行監控和修正。全面的老年護理評估需要做得透徹，會花上2到5個小時，包括與患者本身及其家人，進行2或3次評估訪問。全面評估實際上是各個小型評估的匯總，第一個是入門評估，包括人口資料、健康史、社交史、還有法律及財務的歷史。從入門評估開始，然後作用藥概況評估，以及對日常生活活動（ 簡稱為ADLs）和工具性日常生活活動（簡稱IADLs，請參考日常生活活動內容所述）的評估。此外，其他的還有；跌倒風險評估、居家安全評估、營養評估、抑鬱評估、疼痛評估、簡短智能測驗（簡稱為MMSE）、迷你認知時鐘繪圖考試（認知評估）、身體平衡評估、和步態評估（行走能力）。如果由護理師進行全面的老年護理管理評估，還包括身體評估，例如生命體徵相關的記錄-體溫、脈搏、呼吸、血壓、血氧飽和度，有時還包括FBS或RBS（飯前或飯後血糖測試 ）檢查是否患有糖尿病。此外還對心肺、消化道、肌肉骨骼系統、泌尿生殖系統、眼睛/耳朵/鼻子/喉嚨、皮膚、下肢等領域的評估，還作針對老年人改良式的神經，以及藥物適應性評估。

## 老年護理管理人員
老年護理管理人員通常受過護理、社會工作、老年醫學、或其他衛生服務領域的訓練。 他們應該對當地社區服務的成本、品質、和可用資源有廣泛的了解。在某些國家和地區，他們會從各種專業協會，例如美國國家老年護理協會（Aging Life Care Association） 取得認證。
专业护理管理人員帮助个人、家庭、和其他 照料者 调整和配合衰老和殘疾相關的工作有：
- 進行護理計劃評估，以確定需求、發掘問題、和取得接受服務的資格；
- 篩選、安排、和監督居家協助，及其他服務；
- 審查財務上、法律上、或醫療上的問題；
- 轉介予專家處理，以避免將來出現問題，並節省資源；
- 提供危機干預；
- 充當偏遠地點家庭的聯絡員；
- 確保照護順利，有問題時並向家人發出警示；
- 協助被他們照顧的人在：退休自理生活區、有人協助生活區（英语：assisted living facility）、復健區、或療養院間做適當的安排；
- 對受到他們照顧的人，以及他們的家庭，提供教育和宣導；
- 提供諮詢和支持。

在不同的國家和醫療系統，老年護理管理人員服務的專業費用可能會以按服務收費的方式個別計費。在美國，聯邦醫療補助（簡稱為Medicaid），聯邦醫療保險（簡稱為Medicare），或大多數私人醫療保險的保單均未涵蓋這些項目。但是，根據每個人的個案，客戶也許可以申請長期照顧保險的保險理賠。

## 外部連接
- National Association of Professional Geriatric Care Managers  （页面存档备份，存于）
- National Academy of Certified Care Managers  （页面存档备份，存于）
- National Care Planning Council  （页面存档备份，存于）